# Leivi
Leivi (ligurisch Léivi) ist eine italienische Gemeinde in der Metropolitanstadt Genua mit 2439 Einwohnern (Stand 31. Dezember 2023).

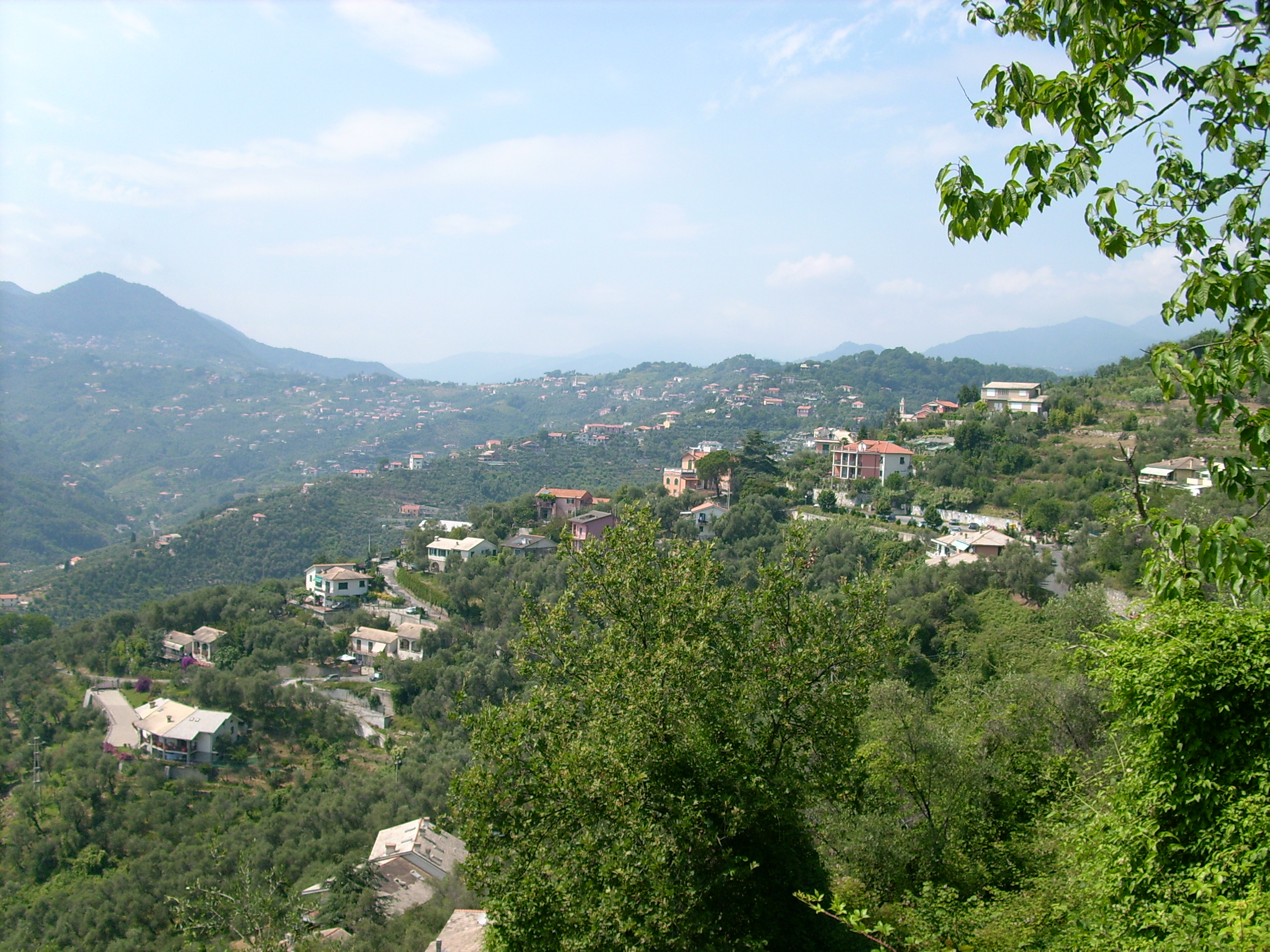
Leivi

## Geographie
Die Gemeinde liegt an den Hängen des Tals Fontanabuona im Ligurischen Apennin. Die Entfernung zu der ligurischen Hauptstadt Genua beträgt ungefähr 50 Kilometer.
Zusammen mit weiteren 16 Kommunen bildet Leivi die Comunità Montana Fontanabuona.
Nach der italienischen Klassifizierung bezüglich seismischer Aktivität wurde Leivi der Zone 4 zugeordnet. Das bedeutet, dass sich die Gemeinde in einer seismisch inerten Zone befindet.